# HMS Tynedale (L96)
Le HMS Tynedale (pennant number L96) est un destroyer de la classe Hunt de type I ayant servi dans la Royal Navy au cours de la Seconde Guerre mondiale.
Il est en service de 1940 à 1943. Il est coulé le 12 décembre 1943 par un sous-marin allemand.

## Construction
Le Tynedale est commandé le 11 avril 1939  dans le cadre de programmation de 1939 pour le chantier naval de Alexander Stephen and Sons à Linthouse, quartier de Glasgow en Écosse. La pose de la quille est effectuée le 27 juillet 1939, le Tynedale est lancé le 5 juin 1940 et mis en service le 5 novembre 1940.
Il est parrainé par la communauté civile de Hexham dans le Northumberland, dans le cadre de la Warship Week (semaine des navires de guerre) en mars 1942.

## Histoire

### 1941
Une partie de ces missions consistent à escorter des mouilleurs de mines ou des cuirassés. Le 11 mars, le Tynedale subit des dommages lors d'un raid aérien sur les quais de Portsmouth par la Luftwaffe. Le reste de l'année, il escorte des convois dans les approches du sud-ouest de la Grande-Bretagne. Le 15 décembre, il est transféré à la 15e flottille basée à Plymouth.

### 1942
Le Tynedale est sélectionné pour participer à l'opération Chariot, le raid visant à détruire la forme Joubert et d'autres installations portuaires de Saint-Nazaire. Avec le HMS Atherstone, il doit escorter le HMS Campbeltown et les vedettes l'accompagnant jusqu'au large de Saint-Nazaire. En arrivant dans la Manche, il repère le U-Boot U-593 (par coïncidence celui qui coulera plus tard le Tynedale). Il ouvre le feu et endommage le sous-marin qui parvient tout de même à s'échapper. Sur le chemin retour du raid sur Saint-Nazaire, le Tynedale et l’Atherstone escortent les quelques vedettes restantes. Ils sont engagés par cinq navires de guerre allemands de la 5e Flottille . Le Tynedale est touché par deux coups. La flotte parvient à s'enfuir derrière un écran de fumée.
Le Tynedale est de retour à Plymouth le 29 mars avec ce qu'il reste du convoi. Il est réparé et reprend ses fonctions le 18 avril, en continuant l'escorte de convois dans les approches du sud-ouest. Le 14 mai, il aperçoit le croiseur auxiliaire allemand Stier. Il participe au naufrage du croiseur auxiliaire allemand Komet en octobre.

### 1943
Le Tynedale est affecté en Méditerranée, dans la Destroyer Division 59 qu'il rejoint le 8 mars 1943. Il participe à l'escorte de convois entre Gibraltar et l'Algérie. Il sert d'intercepteur lors de l'invasion alliée de la Sicile et participe au sauvetage des 218 passagers d'un cargo néerlandais qui coule en octobre.
Le 12 décembre 1943, pendant l'escorte du convoi KMS34, il est torpillé par le U-593 au large de Jijel en Algérie à la position géographique de 37° 10′ N, 6° 05′ E. Le U-593, commandé par le Kapitänleutnant Gerd Kelbling, est le sous-marin que le Tynedale avait endommagé en mars 1942 lors de l'opération Chariot. Le navire se brise en deux. Malgré les efforts d'autres navires, 73 membres d'équipage meurent (sept officiers et 63 hommes d'équipage). Le U-593 coule un autre destroyer de la classe Hunt, le HMS Holcombe à la position géographique de 37° 20′ N, 5° 30′ E, avant de faire surface et de se rendre le 13 décembre  après avoir subi une chasse de 32 heures subissant des charges de profondeur du destroyer américain USS Wainwright (qui a établi un contact à l'ASDIC et largué cinq grenades anti-sous-marines à 14h12) et du destroyer d'escorte britannique HMS Calpe (qui a largué dix grenades à 14h30.). Le sous-marin est sabordé par son équipage et coule à 14h50 à la position géographique de 37° 38′ N, 5° 58′ E. Les 51 membres de l'équipage de l'U-Boot survivent à cette attaque et sont faits prisonniers.

### Honneurs de bataille
- Saint-Nazaire 1942
- Manche 1942-1943
- Sicile 1943